# 에밀리오 아기날도
에밀리오 아기날도(필리핀어: Emilio Aguinaldo, 1827년 3월 23일~1922년 2월 6일)는 필리핀의 독립운동가, 정치인이며 필리핀의 제1대 대통령이다. 처음엔 스페인, 뒤에는 미국에 대항해 싸웠다. 1898년 6월 12일 카비테에서 필리핀 독립선언을 하였다. 카비테에서 독립을 선언한 필리핀은 말로로스에 임시 수도를 설치하고 아시아 최초의 공화주의적 헌법제정을 위한 혁명의회를 소집하였다. 필리핀의 국부(國父) 중 한 사람이자 필리핀 건국의 영웅으로 받들어지고 있다.
호세 리살 등의 영향을 받아 스페인에 저항한 민족 해방 운동에 동참하였다. 1896년 카비테 시장이 되고, 당시 스페인에 대항하여 격렬한 투쟁을 벌이던 혁명조직 카티푸난의 지역 책임자였다. 1897년 필리핀을 지배해 온 스페인에 맞서 독립 운동을 일으켰으나 실패하고 홍콩에 망명하였다. 이듬해 미국과 스페인간에 전쟁이 일어나자, 미국의 원조를 받아 다시 독립 전쟁을 지휘하였다. 1899년 필리핀 혁명 정부를 조직하여 대통령이 되었다. 그러나 전쟁이 끝난 후 미국이 필리핀을 지배하게 되자 체포되었다. 그 후 제2차 세계대전 중에 다시 독립 운동을 일으켰으나 실패하였다.
1901년 미국과 대항해 전쟁을 하다 패하고 정계에서 은퇴, 1935년 대통령선거에 입후보하였으나 패하였으며 태평양 전쟁 당시 일본군의 반미 심리전에 가담하여 일시 투옥되었다가 풀려났다. 후일 필리핀 화폐 5페소 지폐 도완에 들어갔다.
대한민국 지폐에는 세종대왕 이 있다면 
필리핀 지폐에는 에밀리오 아기날도 가 있다

## 생애

### 초기 활동

#### 출생과 유년기
에밀리오는 1869년 3월 23일 스페인령 필리핀 루손섬의 카비테에서 카를로스 아기날도와 트리니다드 사이에서 태어났다. 그가 태어나던 1869년 3월 23일 당시는 성 금요일이었으며 카윗 마을은 매우 조용한 분위기였다. 그러나 그의 어머니 트리니다드는 3일 째 계속되는 진통으로 인해 매우 심각한 상태에 놓여 있었다. 아이에 대한 기대감이 희박해지면서 아버지 칼로스는 폭죽을 터트리기로 결정했다. 급작스런 폭발음으로 놀란 트리니다드는 있는 힘을 다해 그를 낳게 되었다.
필리핀인과 중국인, 타갈로그인의 피가 섞인 혼혈인이었으나 아기날도의 집안은 필리핀 카비테주(州)의 명문가의 후예였다. 그가 3세가 되었을 때 홍역을 치른 직후 1872년 카비테 지역에 반스페인 폭동으로 혼란한 상황이 닥쳤다. 갑작스러운 소요사태에 당황한 친척들은 그를 작은 나무 아래 방치해놓은 채 피신했다. 후에 에밀리오를 찾았을 때는 개미에 물려 온몸이 부어 올랐으며 너무 울어서 목소리도 완전히 쉰 상태였다. 야생 늑대와 호랑이, 들개 등이 다녔는데도 방치된 상태에서 그는 극적으로 생존해 있었다. 그는 홍역이 재발하여 빈사지경에 처하기도 했다. 그는 후일 마닐라의 산토 토마스 대학에서 공부했다.

#### 청소년기
그의 어머니는 현명하고 사려가 깊었다. 어머니 트리니다드는 그에게 직접 글을 쓰고 읽는 방법 등을 가르쳤다. 그녀는 또한 그에게 여러 가지 전설과 이야기들을 들려주었으며 당시 유명했던 나방과 호롱불 이야기를 들려주었다. 나방과 호롱불 이야기는 필리핀의 오래된 전설이었다. 후일 호세 리잘은 이 이야기를 통해 불꽃이 아름다운 것이며 이를 위해 죽는 것이 매우 영예로운 것이라 생각했던 반면, 에밀리오 아기날도는 밝은 불빛은 매우 위험한 것이며 무모하게 불 속으로 날아가는 어리석은 나방들에게 경고를 하는 것으로 받아들였다.
1878년 아버지 칼로스가 사망한 후 그는 가족의 생계를 부양하기 위해 노동과 잡역부로 활동했다. 나중에 그는 어머니를 도와 작은 농장을 일구었으며, 부지런히 돈을 모아 작은 공장을 경영했다. 나중에 그는 작은 배 한 척을 구입하여 민도로와 비사야 지역으로 소금과 볼로 등을 운반하는 운송업을 하였으며 카비테로 등나무, 왁스, 섬유, 탠 껍질 등의 상품들을 운반했다. 그는 또한 마닐라로 가축, 물소 등을 판매하러 다니기도 했다. 성인이 되자 그가 스페인 군인에 강제 징병되는 것을 막기 위해 어머니 트리니다드는 에밀리오를 마을의 세금징수 등을 하는 마을 공무원 자리를 찾아서 그에게 주선해주었다. 후에 그는 카윗 지방관으로 승진했다.

### 독립운동

#### 반 스페인 독립 운동
마닐라의 산토 토마스 대학을 졸업하였다. 그는 당시 출판과 배포가 금지되어 있던 금서인 호세 리잘의 저서 '놀리 미 탕게레'를 구하였으며 누구를 막론하고 이 책을 소유하거나 읽는 사람은 발견될 경우 체포되었으나 태연히 이 책을 집에 보관하여 두고 친구들과 돌려보기도 했다. 그는 마소닉 조직에 가담하였으며 콜롬버스를 상징하는 콜론이란 가명을 필명으로 사용하기도 했다.
1894년 필리핀 총독부의 지방관으로 근무하였음에도 카티푸난(Katipunan)에 가담하였다. 그는 막달로라는 이름을 혁명 암호 정하여 카윗의 수호성인을 기렸다. 그는 여러 카비테 시민들 중 신뢰가 가는 인물을 규합하여, 비밀조직 카티푸난에 가담시키기도 했다.
1895년 8월 카비테 시장으로 출마하여 당선, 그해 8월 카비테 시장에 선출되었으며 동시에 안드레스 보니파시오가 조직한 비밀결사 카티푸난에의 지도자로서 활약하면서, 1896년 8월 혁명이 발발하자 선봉에서 싸워 승리를 거두어 안드레스 보니파시오의 신뢰를 얻었다. 그는 곧 스페인에 대항하여 격렬한 투쟁을 벌이던 혁명조직 카티푸난의 지역 책임자가 되었다.
1896년 카티푸난 카비테 지역조직이 발각되었을 때 그는 그의 지역사람들 중 비밀조직에 함께 가담한 사람들을 보호하고 의심의 눈을 피하기 위해 오히려 스페인 정부에 충실히 봉사하였다. 그는 필리핀 총독부의 관리 및 유력 정치가의 집을 방문하여 지역의 안전을 위해 100명 가량의 스페인 군인들이 필요하다고 요청했다. 그의 요구가 받아들여지지 않자 그는 스페인 군인들이 마닐라에 집결되어 있음을 깨달았다. 카티푸난의 연락원으로부터 총독부군의 마닐라 집결 사실을 확인한 즉시 카윗으로 돌아와 산하의 조직원들을 지휘하여 법정을 침략하였으며 카윗 지역을 점령하였다.

#### 보니파시오와의 갈등
1896년 8월 안드레스 보니파시오는 루손에서 오랜 계획 끝에 반스페인 전쟁을 일으켰으나 스페인 군대에게 크게 패배하여 북부의 몬탈반으로 퇴각했다. 그러나 그의 부관 가운데 에밀리오 아기날도만이 홀로 저항을 계속했다.
필리핀 총독 프리모 데 리베라가 반란자들을 모두 색출해냄에 따라 보니파시오가 무능한 군사지도자라는 사실이 점차 분명해졌다. 1897년 3월 테제로스에서 열린 회의에서 보니파시오 대신 아기날도를 필리핀 공화국 혁명정부의 새 대통령으로 추대했고, 보니파시오는 반발했다.
혁명군을 이끌고 투쟁을 벌인 끝에 아기날도는 1897년 3월 22일 필리핀의 독립을 선언하고, 혁명정부에서 대통령에 선출되었다. 그러나 초대 지도자 안드레스 보니파시오가 이에 반발, 독자적인 활동을 하려 하자 1897년 4월 아기날도는 보니파시오를 그를 반역죄로 체포하여 재판에 회부하고, 그해 5월에 보니파시오와 그의 동생을 분티스 산에서 처형한다.

### 혁명 정부 수립과 출국
아기날도는 임시 혁명정부를 전국적인 정부로 구상했지만 필리핀 총독부의 세력이 강했다. 그는 필리핀 용병들에 의해 계속 보강되던 스페인 군대를 무력으로 타도하는 것이 불가능함을 깨닭게 된다. 1897년 12월초 아기날도의 혁명정부군은 필리핀 총독부와의 교전에서 패하고 마닐라 남동쪽 산악지역으로 밀려났다. 그는 결국 필리핀 총독 프리모 데 리베라의 회유책을 받아들여 한때 홍콩으로 출국하였다.
1897년 12월 15일 그는 필리핀 총독 프리모 데 리베라와 비아크나바토 협정을 체결했다. 이 협정에 의해 필리핀 혁명이 일시적으로 중단되고, 스페인이 자유주의적 개혁을 하는 대신 아기날도는 스페인으로부터 보상금을 받고 필리핀을 영구히 떠나기로 했다. 아기날도와 다른 혁명 지도자들은 무력투쟁의 포기 대가로 홍콩으로의 망명과 40만 페소의 돈, 그리고 스페인의 실질적인 정치개혁과 자치 운동 허락 약속을 수용했다. 그러나 스페인은 약속을 이행하지 않고 폭압적으로 통치했다.

### 반미 독립 운동

#### 필리핀 독립 투쟁 재개
홍콩과 싱가포르 등을 오가며 아기날도는 홍콩에서 무기구입을 위해 돈을 썼고, 홍콩과 싱가포르에 있는 동안 미국 영사관과 미군 사령관 조지 듀이가 파견한 대표들과 만나 필리핀으로 돌아가 스페인과 싸우는 미군을 돕기로 했다.
1898년 5월 1일 미해군 사령관 조지 듀이가 마닐라 만에서 스페인 함대를 전멸시킨 뒤 아기날도는 즉시 필리핀으로 돌아왔다. 그해 5월 19일 그는 스페인과의 무장 투쟁 재개를 선언했다. 1898년 여름 미국과 스페인 간에 전쟁이 일어나자 이를 이용, 미해군의 지원으로 다시 스페인군에 대항전을 전개하였다.
1898년 6월 12일 그는 마닐라 카비떼에서 필리핀 국기와 필리핀 국가를 최초로 선보인 뒤, 필리핀의 독립을 선언하였다. 카비테에서 독립을 선언한 아기날도는 말로로스에 임시 수도를 설치하고 아시아 최초의 공화주의적 헌법제정을 위한 혁명의회를 소집하였다. 이어 필리핀인들의 과도정부를 수립할 때 아기날도는 수반에 선출되었다. 그리고 그해 9월 혁명의회가 소집되어 필리핀 독립을 인준했다. 그러나 스페인의 패배하면서 1898년 12월 10일 파리조약에 의거해 필리핀을 혁명정부에 인계하지 않고, 괌·푸에르토리코와 더불어 미국에 양도해버렸다. 이로써 미국이 필리핀 통치권을 갖게 되었던 것이다. 그는 이 조약의 무효를 선언했으나 받아들여지지 않았다.

#### 미국과의 갈등과 독립운동 은퇴
1899년 1월 23일 말롤로스에 혁명정부를 다시 수립하고, 대통령에 취임하였다. 그는 아시아 최초 공화국의 대통령이기도 하다. 그러나 필리핀과 미국의 관계는 계속 악화되었다. 1899년 1월 23일 말로로스 헌법이 만들어졌다. 필리핀 의회와 아기날도가 승인한 이 헌법에 의해 필리핀 공화국이 선포되고 과도정부의 수반이었던 아기날도가 대통령으로 선출되었다. 그해 2월 4일 밤 필리핀을 점령하려는 미국에 대항, 마닐라 외곽에서 미국인의 전쟁을 선언한다. 그가 이끄는 필리핀군은 용감히 싸웠지만, 장비 부족과 다량의 전사자를 내고 2월 5일 새벽 섬멸되었다.
미국이 필리핀을 영유하게 되자, 이번에는 미국에 대항하는 독립투쟁을 전개하였다. 전투가 계속되던 중에 아기날도는 미국에 대해 선전포고를 했고 미국은 즉시 필리핀에 증원군을 파견했다. 필리핀 정부는 북쪽으로 피신했고, 그는 1899년 11월에는 혁명군인들을 해체시키고 무장 게릴라전으로의 전환을 선언했다. 필리피노 게릴라를 소집하여 미국에 대항했으나 항전은 2년 만에 진압된다.
1901년 3월 23일 프레드릭 펀스튼 장군이 이끄는 미군 보병의 과감한 작전으로 루손 북부 팔라난의 야산의 비밀사령부에 은신해 있던 아기날도는 미군 병사에게 체포되었다. 그는 미국에 대해 반란을 일으키지 않겠다고 맹세했으며 미국으로부터 연금을 받기로 하고 독립운동을 하지 않겠다고 맹세하였다. 미군에 체포된 이후 필리핀인들에게 미국과의 싸움을 중지하고 미국의 통치를 받아들일 것을 호소했다.
독립운동을 중단한 이 후 그는 카비테에서 은둔생활을 하였다. 그는 은퇴했지만 카티푸난의 지도자들은 계속 임시정부를 구성하여 미구엘 말바르 등을 수반으로 하여 1912년까지 미국에 저항한다.

### 생애 후반

#### 제2차 세계 대전 기간 중
1935년 미국에서 독립을 승인, 독립의 준비단계로 필리핀 연방정부가 수립되자 그는 공화국 초대 대통령에 입후보, 마누엘 케손과 경쟁했으나 압도적인 차이로 패배하였다. 그 후 다시 고향으로 물러나 1941년 일본이 필리핀을 침략하기 전까지 은거하였다.
1942년 일본군이 필리핀을 점령하고 마누엘 케손 등 내각이 미국으로 망명하자, 일본인들은 그에게 정권을 준다고 회유하여 그를 반미(反美)의 도구로 이용했다. 일본인들은 아기날도로 하여금 연설을 하고 여러 조약에 서명하게 했으며, 일본군 사령부의 지시를 받아 '꽃 같은 필리핀 젊은이들의 희생을 줄이기 위해서'라는 이유로 그에게 코레지도르에 상륙한 더글러스 맥아더 장군에게 항복을 종용하는 방송에 출연하였다.

#### 해방과 최후
1945년 8월 일본이 패전하자 일본에 협조했던 인사들을 체포할 때 함께 체포되어 빌리비드 형무소에 투옥되었으나, 1년 만에 대통령 특별 사면으로 석방되었다.
1950년 엘피디오 키리노 대통령은 아기날도를 그의 명예회복 차원에서 국가 원로회의 의원으로 특별 임명했다. 만년에는 칼럼, 저술활동을 하며 주로 재향군인, 필리핀 민족주의와 민주주의의 발전, 미국과의 관계개선 등의 문제에 관심을 쏟았다. 1964년 2월 6일 95세를 일기로 마닐라에서 사망하였다.

### 사후
필리핀의 국부의 한사람으로 본다. 일설에는 그를 필리핀 초대 대통령으로 보기도 하고, 다른 설에 의하면 1935년에 수립된 마누엘 케손의 정부를 정식 정부의 시발점으로 보기도 한다. 후일 필리핀 화폐 5페소 지폐(현재는 동전) 도안에 들어갔다.

## 기타
성격은 소심하고 수줍음이 많은 성격이었다는 사실은 많은 사람들을 놀라게 하였다.
스페인과 미국에 대항하여 싸웠으며, 아시아 최초 공화국의 대통령으로 선출되었던 인물이기도 하다. 1898년 6월 30일 3만여 명의 미군이 필리핀에 상륙하기 전에 한 발언 중 '미국 헌법을 꼼꼼하게 살펴보았는데 식민지를 두지 못하도록 되어있다. 그러니 겁낼 필요가 없다.'는 말은 두고두고 회자화되었다.

## 역대 선거 결과
| 선거명      | 직책명        | 대수 | 정당       | 득표율 | 득표수    | 결과 | 당락 |
| ----------- | ------------- | ---- | ---------- | ------ | --------- | ---- | ---- |
| 1897년 선거 | 필리핀 대통령 | 1대  | 국립사회당 | 57.03% | 146표     | 1위  |      |
| 1935년 선거 | 필리핀 대통령 | 2대  | 국립사회당 | 17.54% | 179,349표 | 2위  | 낙선 |

## 같이 보기
- 독립운동
- 아폴리나리오 마비니
- 카티푸난
- 필리핀의 대통령
- 필리핀 제1공화국(1899. 1.~1901. 3.)
- 호세 리잘